# Chrysolina obsoleta
Chrysolina obsoleta — вид хризомелин семейства листоедов.

## Распространение
Распространён на Канарских островах.

## Описание
Самец окрашен в салатовый цвет, самка в серый, оба пола имеют металлический отблеск. Лапки и усики у обоих серые с рыжим оттенком в некоторых местах (у самки лапки более тёмные). Усики 11-члениковые.